# Harry Mallin
Henry William „Harry“ Mallin (1. června 1892 Shoreditch – 8. listopadu 1969 Lewisham) byl anglický amatérský boxer střední váhy.
Pocházel z Hackney Wick, jeho mladší bratr byl olympijský boxer Fred Mallin. Žil v severním Londýně a pracoval jako policejní důstojník.

## Boxerská kariéra
V letech 1919 až 1923 získal pět titulů britského mistra v řadě. V letech 1920 až 1928 byl také mistrem světa ve střední váze. Mezi amatéry nikdy neprohrál zápas a nikdy se nestal profesionálem.
Na Letních olympijských hrách 1920 získal zlatou medaili ve střední váze, když ve finále porazil Kanaďana Georgese Prud'Hommea. V roce 1924 vyhrál ve stejné váhové kategorii. Ve čtvrtfinále prohrál s domácím Rogerem Broussem na body, ale po zápase ukázal stopy soupeřových zubů na hrudníku a Brousse byl diskvalifikován.
Mallin se stal prvním boxerem, který obhájil olympijské vítězství. Byl také jediným Britem, který to dokázal, až po 92 letech ho napodobila Nicola Adamsová.
Byl také trenérem britských boxerů na olympijských hrách 1936 a 1952.
V roce 1937 se stal prvním televizním sportovním komentátorem, když komentoval na BBC přenos boxerských zápasů z Alexandra Palace.
Zemřel v domově důchodců v Lewishamu v listopadu 1969.